# Carrie (1976)
Carrie (prt: Carrie; bra: Carrie, a Estranha, ou Carrie - A Estranha) é um filme norte-americano de 1976, dos gêneros terror, suspense e drama, dirigido por Brian De Palma, com roteiro de Lawrence D. Cohen baseado no romance homônimo de Stephen King.
Carrie foi lançado nos cinemas em 3 de novembro de 1976 pela United Artists .O filme se tornou um sucesso comercial e crítico, arrecadando mais de US $ 33,8 milhões contra seu orçamento de US $ 1,8 milhão. Recebeu duas indicações no 49º Oscar : Melhor Atriz (por Spacek) e Melhor Atriz Coadjuvante (por Laurie). É amplamente citado por críticos e membros da audiência como a melhor adaptação do romance entre os inúmeros filmes e programas de televisão baseados no personagem, bem como um dos melhores filmes baseados nas publicações de King. O filme teve uma influência significativa na cultura popular.

## Enredo
Carrie White (Sissy Spacek) é uma jovem quieta e sensível que enfrenta os insultos de seus colegas de escola e os maus-tratos da mãe Margaret (Piper Laurie), uma fanática religiosa. Ao menstruar no banheiro do colégio, é humilhada por suas colegas. Com esse incidente, Carrie passa a agir de forma estranha: na direção, o diretor a chama de Cassie e Carrie o-corrige gritando e o cinzeiro dele cai no chão, um garoto a ofende na rua se desequilibra e cai quando Carrie olha para ele, dentro de casa ela quebra o espelho de seu quarto. A professora de educação física conversa com as alunas envolvidas no incidente e, que elas só poderão ir ao o baile se executarem as atividades da suspensão. Chris Hargensen (Nancy Allen) se recusa a ir e é suspensa do baile culpando Carrie. Sue Snell (Amy Irving), uma das alunas que zombavam dela pede para que seu namorado Tommy Ross (William Katt) leve Carrie ao baile como pedido de desculpas. Carrie descobre que possui poderes telecinéticos. Chris Hargensen ainda com raiva através da ajuda de seu namorado Billy Nolan (John Travolta), mata um porco. No baile, quando Tommy e Carrie são eleitos rei e rainha do baile, Chris derrama o sangue do animal morto em Carrie e todos dão risada dela. Isso faz com que todos eles sejam personagens de uma grande tragédia, provocada por Carrie, com o auxílio de sua mente poderosa.

## Elenco

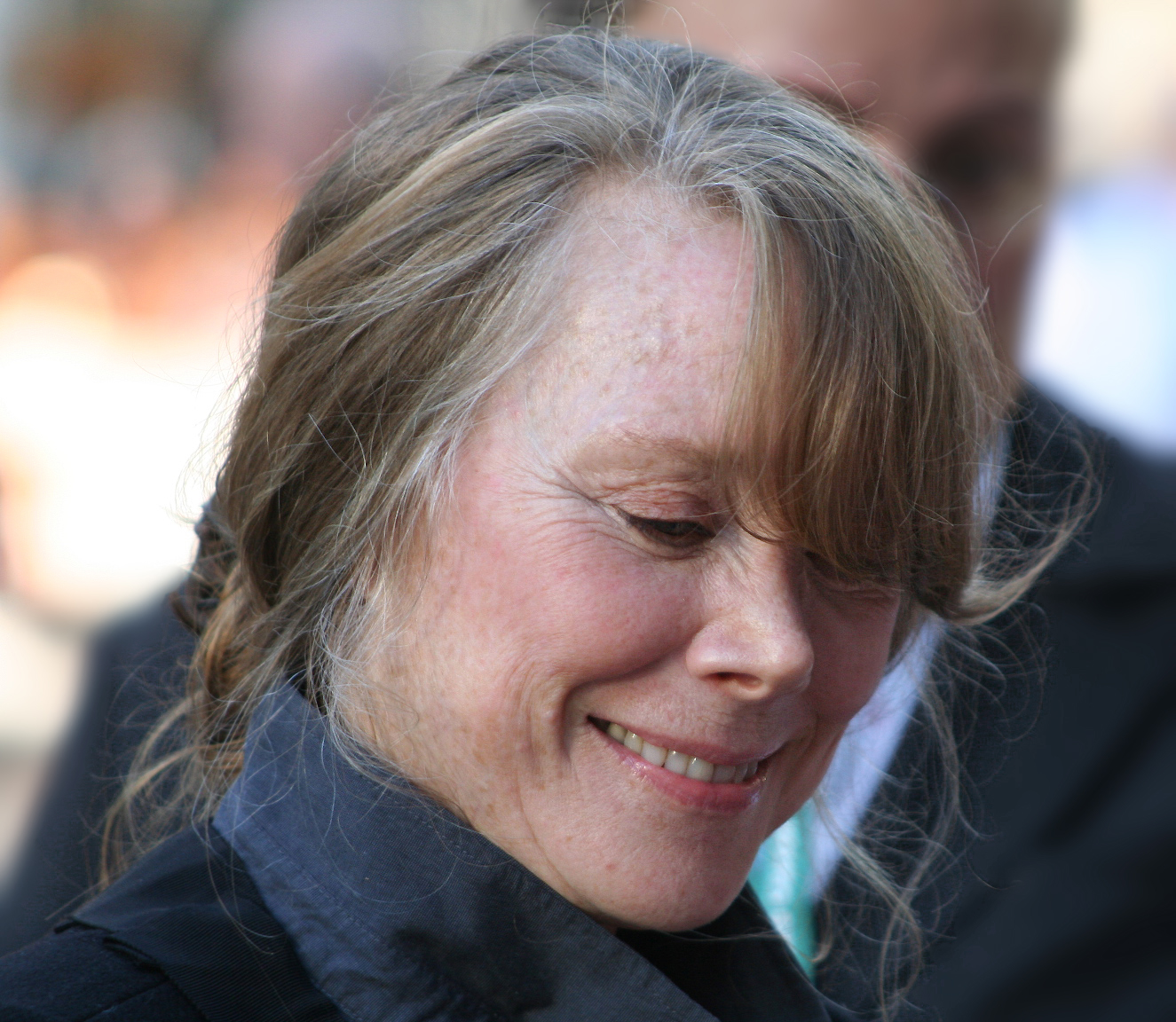
Sissy Spacek interpretou a protagonista, Carrie White

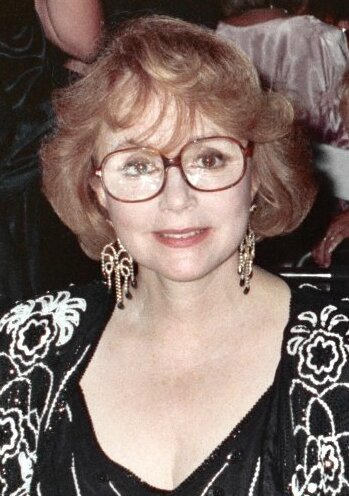
Piper Laurie deu vida à religiosa Margaret White.

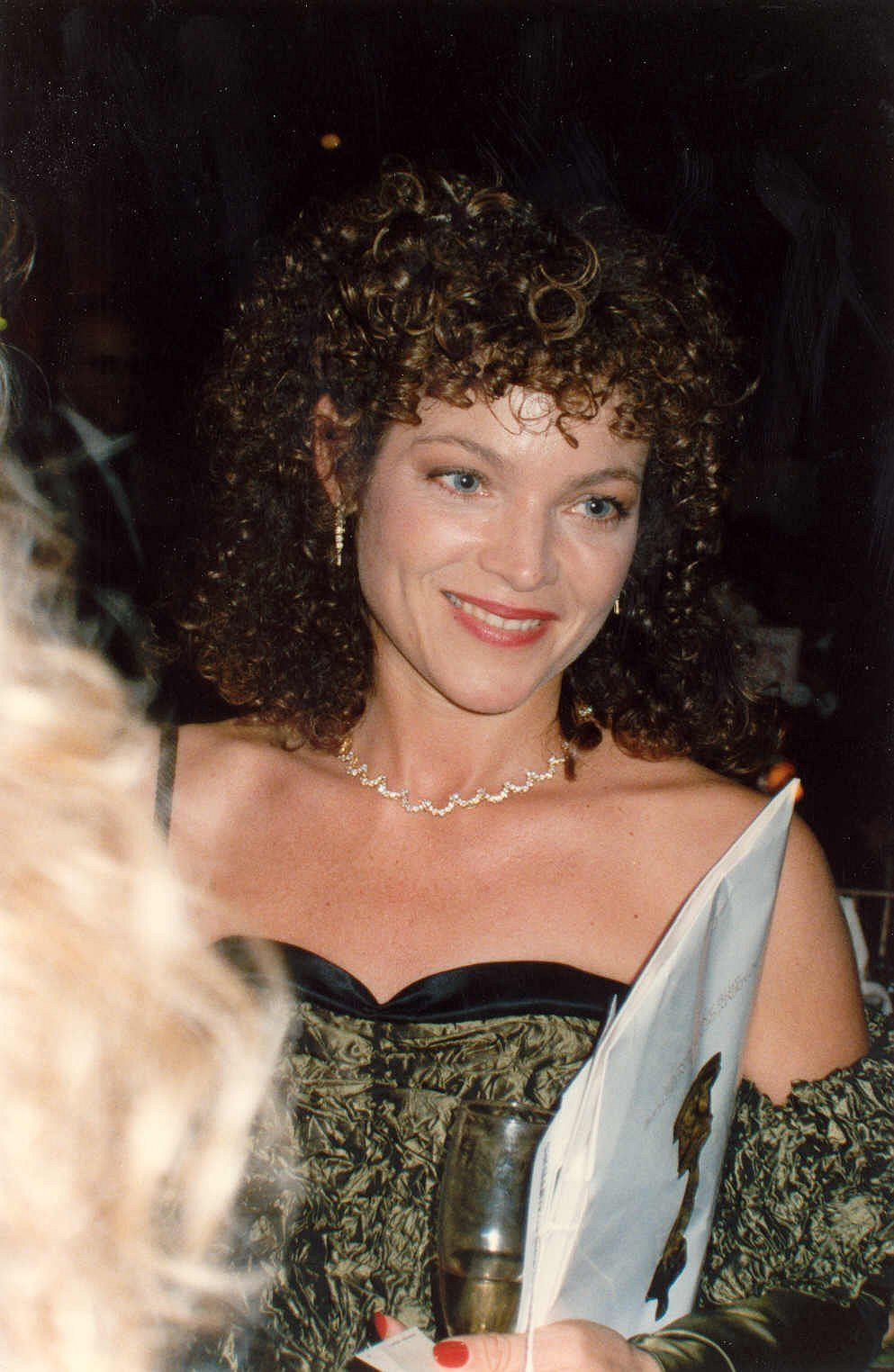
Amy Irving interpretou a jovem Sue Snell

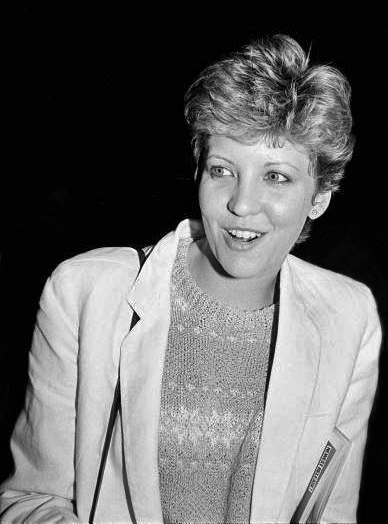
Nancy Allen interpretou a vilã Chris Hargensen

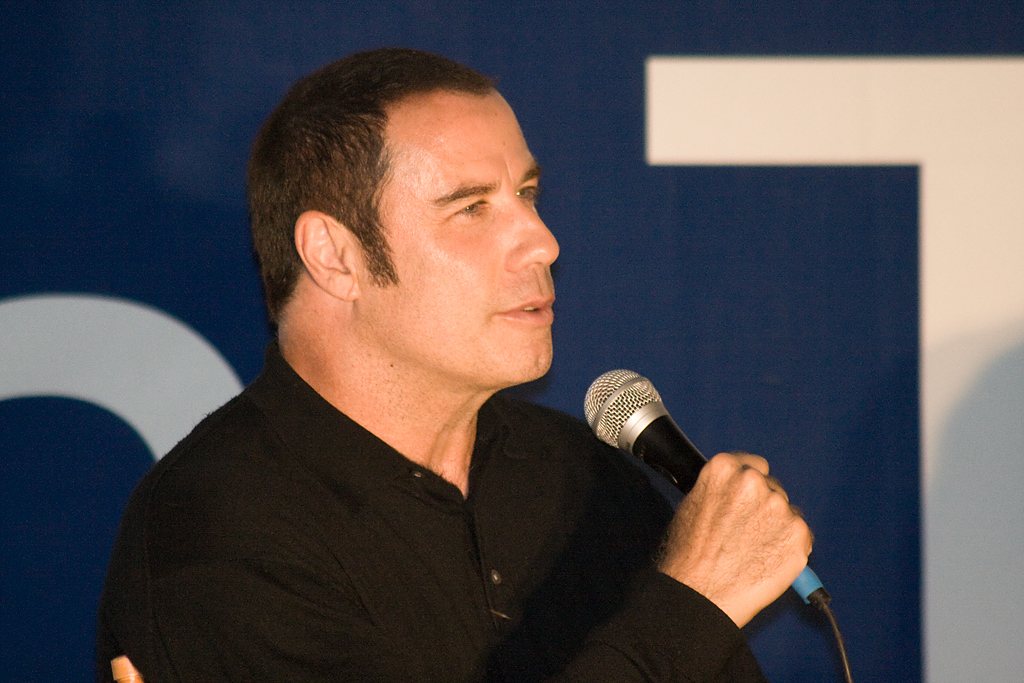
John Travolta fez o vilão Billy Nolan

- Sissy Spacek .... Carrie White
- Piper Laurie .... Margaret White
- Amy Irving .... Sue Snell
- William Katt .... Tommy Ross
- Nancy Allen .... Chris Hargensen
- John Travolta .... Billy Nolan
- Betty Buckley .... Srta. Collins
- P.J. Soles .... Norma Watson
- Edie McClurg....Helen Shyres
- Priscilla Pointer .... Sra. Snell
- Sydney Lassick .... Sr. Fromm
- Stefan Gierasch .... Sr. Morton
- Michael Talbott .... Freddy

## Lançamento
O filme estreou em 3 de novembro de 1976 em 17 salas de cinema na área de Washington DC - Baltimore. Dois dias depois, estreou em 9 cinemas em Chicago, antes de estrear em 53 cinemas na cidade de Nova York em 16 de novembro e em Los Angeles em 17 de novembro.

### Mídia doméstica
Carrie foi originalmente lançado nos formatos VHS e LaserDisc, para o qual recebeu inúmeras edições em todo o mundo.Nos Estados Unidos e no Canadá, Carrie foi disponibilizada várias vezes em formato de DVD pela MGM Home Entertainment, estreando em 29 de setembro de 1998, enquanto um de "Special Edition" foi lançado em 28 de agosto de 2001. Em 4 de dezembro de 2007, o filme foi lançado como parte da "Decades Collection" da MGM, que incluía um CD da trilha sonora. O filme foi lançado adicionalmente em várias edições via MGM; primeiro com Carrie, The Rage: Carrie 2 e Carrie (o filme de televisão de 2002) em 18 de janeiro de 2011, e o segundo, como parte do 90º aniversário da MGM, apresentado com Misery e O silêncio dos inocentes.
O filme foi lançado pela primeira vez em Blu-ray nos EUA e no Canadá pela MGM em 7 de outubro de 2008, que continha um codec MPEG-2, com o novo DTS-HD 5.1 Master Lossless Audio, mantendo o mono inglês original, e incluiu áudio em espanhol e francês 5.1 Dolby Surround. A única característica especial no set é um trailer teatral. O filme foi novamente lançado em Blu-ray em 18 de julho de 2013, quando estava disponível exclusivamente pela Comic-Con em San Diego pela MGM e FoxConnect, contendo uma capa com arte exclusiva. Duas edições adicionais foram disponibilizadas pela MGM em 2014; um conjunto "Carrie 2-Pack" contendo o filme original e a adaptação de 2013, lançado em 9 de setembro de 2014, e, finalmente, um Blu-ray reeditado com uma placa colecionável de Halloween, em 21 de outubro de 2014. Atualmente, os direitos de distribuição doméstica são de propriedade da Shout Factory, e o filme foi lançado por seu selo subsidiário, Scream Factory, em 11 de outubro de 2016, em uma edição de colecionador de dois discos, agora disponível com codificação MPEG-4 e uma nova digitalização em 4K.
Um conjunto de DVD "The Carrie Collection" do filme original, e The Rage: Carrie 2 , foi lançado pela 20th Century Fox Home Entertainment em 7 de outubro de 2013, e também o primeiro lançamento em Blu-ray no Reino Unido foi disponibilizado pela 20th Century Fox. Na maioria dos lançamentos posteriores em VHS e conjuntos de DVD, o nome de John Travolta foi incluído na obra de arte ao lado de Sissy Spacek. Embora Travolta tenha aparecido apenas em um papel coadjuvante menor no filme, seu nome foi destacado para aumentar as vendas graças a sua carreira de destaque em seus muitos filmes depois de Carrie, possivelmente aumentando as vendas.

## Recepção e reconhecimento

### Bilheteria
Carrie foi um sucesso de bilheteria, ganhando US $ 14,5 milhões nos Estados Unidos e no Canadá até janeiro de 1978.  de um total bruto de US $ 33,8 milhões.

### Recepção
Carrie recebeu elogios da crítica e foi um dos  filmes mais aclamados de 1976. O agregador de críticas Rotten Tomatoes atribui ao filme uma taxa de aprovação de 92% com base em 66 avaliações, com uma classificação média de 8,3 / 10. O consenso crítico do site diz: " Carrie é uma visão horrível dos poderes sobrenaturais, da crueldade do ensino médio e da angústia dos adolescentes - e nos traz uma das cenas de baile mais memoráveis e perturbadoras da história". Sendo até então o filme baseado em um livro de Stephen King com maior aprovação no site. No Metacritic o filme tem uma pontuação média ponderada de 85 em 100, com base em 14 críticos.
Roger Ebert, do Chicago Sun-Times, afirmou que o filme era um "filme de terror absolutamente fascinante", além de um "retrato humano observador", dando três estrelas e meia em quatro. A BBC deu 4/5 estrelas e diz que: "Ao contrário de outros exemplos do gênero de terror, há elementos clássicos de tragédia que dão a esse conto horrível uma vantagem convincente." O Brasileiro cinema com rapadura deu uma nota máxima de 10 ao filme o chamando de clássico e elogiando seu texto ágil e as atuações. Quentin Tarantino colocou Carrie na 8.ª posição da lista de seus filmes favoritos de todos os tempos e mais tarde o promoveu à 3.ª posição de sua lista.
No entanto, o filme ainda teve críticas negativas. Com o The New York Times dizendo que o filme: "Às vezes, é engraçado de uma maneira intrigante, geralmente é exagerado de uma maneira irritante e, de vez em quando, é inapropriadamente tocante.

#### Reconhecimento
Carrie é um dos poucos filmes de horror que é indicados a vários prêmios da Academia . Spacek e Laurie receberam indicações para os prêmios de Melhor Atriz e Melhor Atriz Coadjuvante , respectivamente.  O filme também ganhou o grande prêmio no Festival de Cinema de Avoriaz, enquanto Spacek recebeu o prêmio de Melhor Atriz pela Sociedade Nacional de Críticos de Cinema . Em 2008, Carrie foi classificada como número 86 na lista da Empire Magazine dos 500 Maiores Filmes de Todos os Tempos. O filme também entrou na lista dos 50 melhores filmes "High-school" da Entertainment Weekly e a sua sequência final (mais conhecida como "cena do baile") foi considerada um dos 100 momentos mais assustadores de todos os tempos.
O filme ainda apareceu em duas listas do American Film Institute:
•100 AFI... 100 Trhills - #46
• 100 years...100 heroes e villans - #Carrie White - mãe de Carrie
Segue-se a lista abaixo dos principais prêmios que o filme levou:
| Prêmio/evento                        | Categoria                | Recipiente     | Resultado                   |
| ------------------------------------ | ------------------------ | -------------- | --------------------------- |
| Oscar 1977                           | Melhor atriz             | Sissy Spacek   | Indicada                    |
| Oscar 1977                           | Melhor atriz coadjuvante | Piper Laurie   | Indicada                    |
| Golden Globe Awards 1977             | Melhor atriz coadjuvante | Piper Laurie   | Indicada                    |
| Avoriaz Fantastic Film Festival 1977 | Grande Prêmio            | Brian de Palma | Venceu[carece de fontes?]   |
| Prêmio Edgar 1977                    | Melhor filme             | Melhor filme   | Indicado[carece de fontes?] |
| BAFTA 1976                           | Melhor atriz principal   | Sissy Spacek   | Indicada[carece de fontes?] |
| BAFTA 1976                           | Melhor atriz principal   | Amy Irving     | Indicada[carece de fontes?] |